# Lomtjärnen (Gideå socken, Ångermanland)
Lomtjärnen är en sjö i Örnsköldsviks kommun i Ångermanland och ingår i Gideälvens huvudavrinningsområde.